# Katarína Hasprová
Katarína Hasprová (Bratislava, 10 de  Setembro de  1972 é uma cantora eslovaca conhecida fora do seu país natal por ter cantado o tema  "Modlitba" (Um pregador) no Festival Eurovisão da Canção 1998.
Hasprová nasceu em Bratislava no seio de uma família de artistas e músicos: a sua mãe é uma famosa atriz e cantora eslovaca , chamada Soňa Valentováe,enquanto o seu pai é um director de televisão e de teatro do seu país (Pavol Haspra). Hasprová formou-se em música pela Janácek Music Academy (Academia de Música Janácek), Katarína ocupa o seu tempo cantando e dançando e participou em diversos musicais clássicos como  West Side Story and Hair.Pavol Haspra